# Edith Hanson
Edith Hanson (nacida el 28 de agosto de 1939) es una personalidad y ensayista de la televisión estadounidense que vive en Tanabe, Wakayama, Japón. Es la hermana menor del as de vuelo de la Segunda Guerra Mundial Robert M. Hanson y del biólogo y marine Earl Dorchester Hanson. 

## Biografía
Nacida de misioneros metodistas en el norte de la India, Hanson se mudó a Japón en 1960 y trabajó como actriz y personalidad de televisión. De 1986 a 1999, fue directora de Amnistía Internacional de Japón y directora de Efa Japan (Empowerment for All) desde octubre de 2004. Apareció en películas como Gamera vs. Guiron, Pretty Woman, Nezu no ban y Wakiyaku monogatari. 
Actualmente reside en Wakayama, Japón.